# 귀인동
귀인동(貴仁洞)은 경기도 안양시 동안구의 행정동이다.

## 개요
귀인동은 중대형 아파트 중심의 중상류층 주거지역으로 먹거리촌과 학원 밀집지역으로 음식·교육의 중심지이다.
- 1973년 7월 1일 안양시 평촌동
- 1993년 1월 15일 평촌동에서 평안동이 분동
- 1994년 7월 1일 평안동에서 귀인동이 분동

## 법정동
- 평촌동

## 교육
- 귀인초등학교
- 민백초등학교
- 귀인중학교
- 백영고등학교